# Wyżnia Kieżmarska Przełęcz
Wyżnia Kieżmarska Przełęcz lub Kieżmarska Przełęcz Wyżnia, w części literatury tatrzańskiej Wyżnia Kiezmarska Przełęcz (słow. Vyšná Kežmarská štrbina, niem. Obere Kesmarker Scharte, węg. Felső Késmárki csorba, 2463 m) – wąska przełęcz w słowackich Tatrach Wysokich, w długiej południowo-wschodniej grani Wyżniego Baraniego Zwornika, znajdująca się między Kieżmarskim Szczytem a Małym Kieżmarskim Szczytem. Z przełęczy łatwo dostępne są oba te szczyty.
Wyżnia Kieżmarska Przełęcz znajduje się na krótkim odcinku grani biegnącym z południa na północ i oddzielającym od siebie Dolinę Dziką na zachodzie i Dolinę Huncowską na wschodzie. Na północny zachód z przełęczy opada żleb do Miedzianej Kotliny, w którego szerszym fragmencie położony jest Miedziany Ogródek – miejsce, w którym początek mają Miedziane Ławki. W żlebie tym znajduje się próg skalny, na lewo od którego (patrząc od dołu) biegnie Miedziana Drabina. Na drugą stronę grani, do Świstówki Huncowskiej (górnego piętra Doliny Huncowskiej), również opada żleb.
Pierwsze wejścia turystyczne:
- już w początkach XVII wieku – letnie,
- Günter Oskar Dyhrenfurth i Alfred Martin, 8 marca 1906 r. – zimowe[2].

Na przełęcz nie prowadzi żaden znakowany szlak turystyczny, jednak można się na nią dostać przy okazji wejścia na Kieżmarski Szczyt (jedynie z uprawnionym przewodnikiem). Najdogodniejsze drogi na przełęczy prowadzą z Huncowskiej Przełęczy oraz granią od Rakuskiej Przełęczy przez Mały Kieżmarski Szczyt.

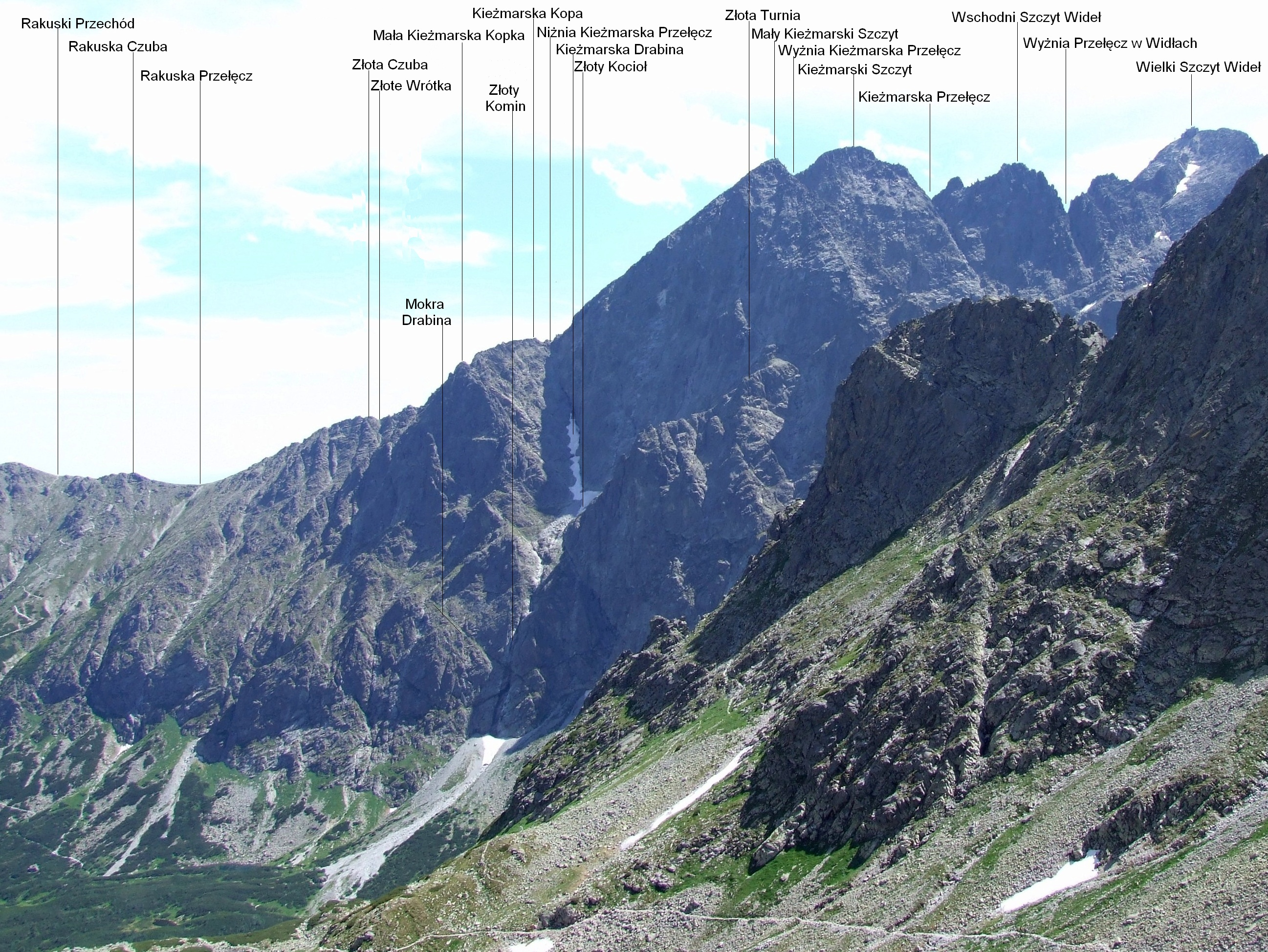
Widok z Jagnięcego Szczytu